# Antoine Hugot
Pour les articles homonymes, voir Hugot (homonymie).
Antoine Hugot, dit le Jeune, est un flûtiste, compositeur et pédagogue français né en 1761 à Paris et mort dans la même ville le 18 septembre 1803.

## Biographie
Antoine Hugot naît en 1761 à Paris,.
Élève en flûte d'Atys (ou Atis), il joue fréquemment au Concert Spirituel dans les années 1780,.
Il entre avec son frère à l'orchestre du Théâtre-Italien en 1788, où il est première flûte et est surnommé « le Jeune » afin de le distinguer de son aîné,.
Pendant la Révolution française, il fait partie de la musique de la Garde nationale, puis devient professeur de flûte au Conservatoire de Paris à la création de l'institution, en 1795.
En 1796 et 1797, Antoine Hugot fait jouer des œuvres de sa composition au théâtre Feydeau et se produit régulièrement en soliste, notamment dans des symphonies concertantes de Devienne,.
Réputé pour sa « belle qualité de son, une grande justesse d'intonation et un coup de langue brillant », il est l'un des grands virtuoses de la flûte de la fin du XVIIIe siècle.
Il meurt à Paris le 18 septembre 1803,, en se poignardant et défenestrant depuis un quatrième étage, dans un accès de « fièvre nerveuse ».
Son collègue Wunderlich achève la Méthode de flûte du Conservatoire qu'Hugot avait commencée à rédiger, qui est publiée à titre posthume en 1804 sous le nom des deux artistes,.

## Œuvres
D'Antoine Hugot ont été publiées plusieurs œuvres pour flûte :
- 6 concertos
- 3 trios pour 2 flûtes et basse, op. 6

- Pour 2 flûtes :
  - 24 duos faciles
  - 6 sonates faciles
  - 6 duos, op. 1
  - 6 duos concertants, op. 2
  - 6 duos, op. 4
  - 6 duos, op. 7
  - 6 duos concertants, op. 9

- Pour flûte et basse :
  - 6 sonates, op. 8
  - 6 sonates, op. 12
  - Célèbre polonoise (vers 1800)
  - Sonates, op.posth.
  - 6 airs variés

- Pour flûte seule :
  - 6 grands solos et rondos ou études (1824)
  - Variations sur des thèmes connus, op. 5
  - 3 sonates faciles
  - 25 grandes études, op. 13 (1803)